# Stipe Balajić
Stipe Balajić (Signo, 27 settembre 1968) è un allenatore di calcio ed ex calciatore croato, di ruolo centrocampista e difensore.

## Carriera

### Calciatore
Iniziò la carriera agonistica nello Zara, venendo poi ingaggiato nel 1992 dall'Hajduk Spalato, con il quale esordì contro il Inker Zaprešić nella finale vinta di Supercoppa di Croazia 1992, ed ove militò sino al 1995.
Dopo un breve ritorno allo Zara, passò all'Istria 1961, ove restò sino al 1997, quando venne ingaggiato dal Sebenico. L'anno seguente lascia la natia Croazia per trasferirsi in Slovenia, al Maribor, società in cui militò sino al 2005, anno del suo ritiro dal calcio giocato.

### Allenatore
Ritornato in patria, nel 2008 divenne allenatore del Solin.
Nel 2010 assunse la carica di vice-allenatore di Ivan Katalinić nel RNK Spalato.
Dal 2012 al 2013 sedette sulla panchina del Dugopolje.
Dopo una breve parentesi nella primavera dell'Hajduk Spalato nel 2014 riprese le redini dei Dugopoljci, la parentesi però fu breve poiché dopo solo quattro partite (3 vittorie e 1 pareggio) lasciò, per motivi personali, le redini della squadra.
Nell'ottobre 2020 prese le redini del Junak Sinj colmando il vuoto lasciato da Stipe Grčić dopo solo due giornate dall'inizio del campionato.

## Palmarès

### Giocatore

#### Competizioni nazionali
- Campionato croato: 2

Hajduk Spalato: 1993-1994, 1994-1995
- Coppa di Croazia: 2

Hajduk Spalato: 1992-1993, 1994-1995
- Supercoppa di Croazia: 3

Hajduk Spalato: 1992, 1993, 1994
- Campionato sloveno: 5

Maribor: 1998-1999, 1999-2000, 2000-2001, 2001-2002, 2002-2003
- Coppa di Slovenia: 2

Maribor: 1998-1999, 2003-2004